# Sarıkuşak, Karlıova
Sarıkuşak là một xã thuộc huyện Karlıova, tỉnh Bingöl, Thổ Nhĩ Kỳ. Dân số thời điểm năm 2010 là 183 người.